# St. Michael (Olesno)

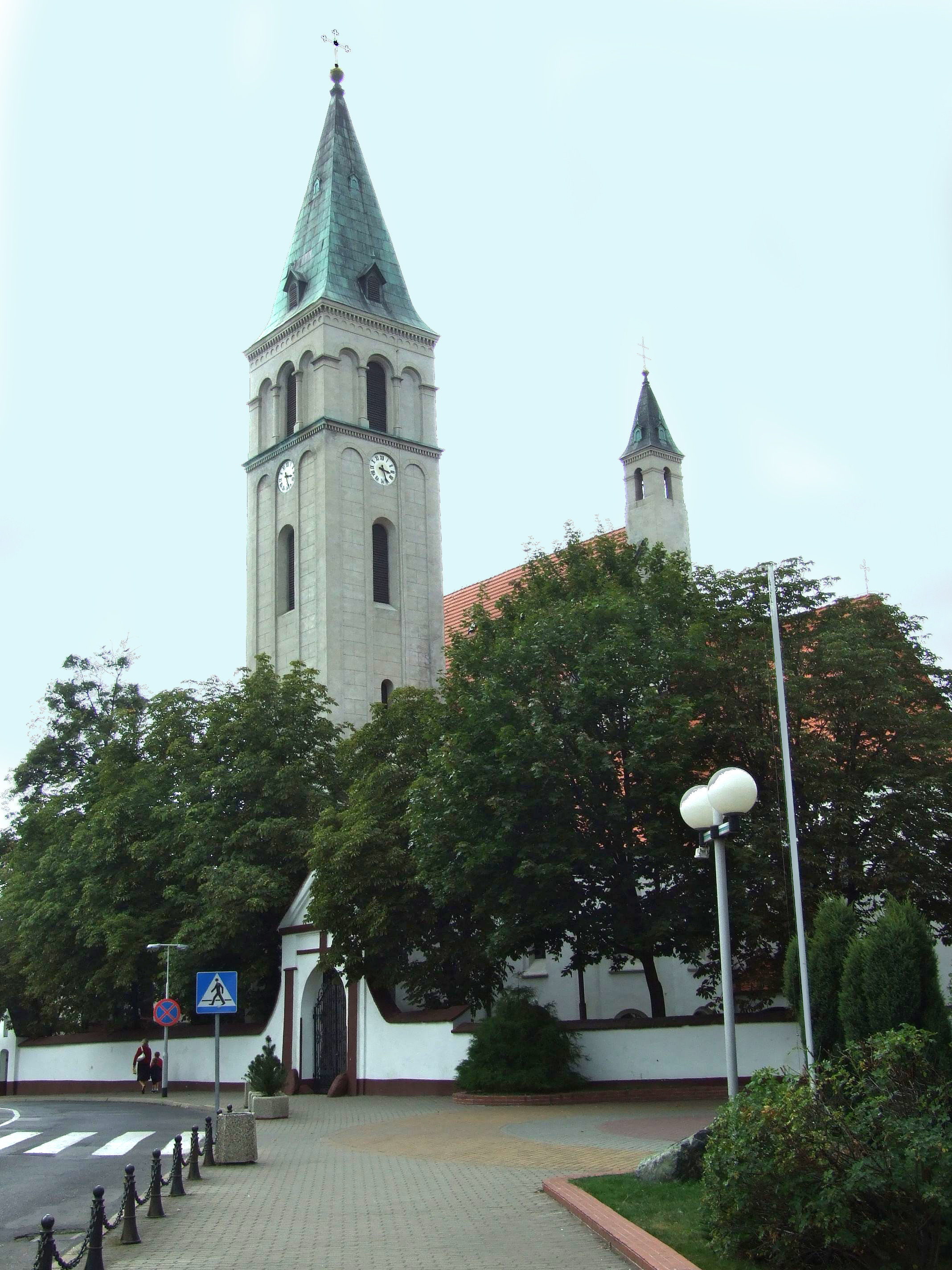
Michaelskirche Olesno

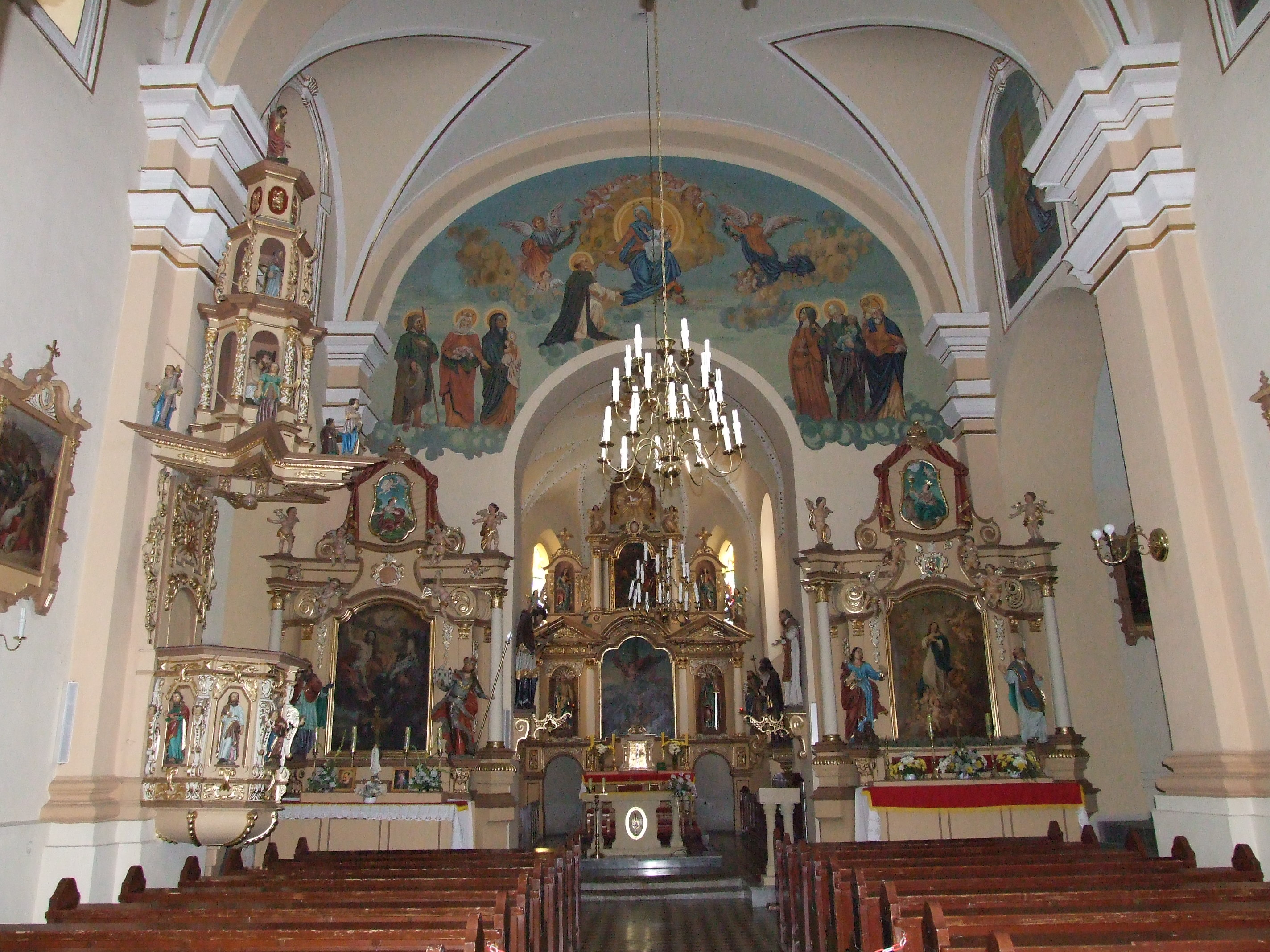
Innenausstattung

St. Michael (Kościół św. Michała) ist eine römisch-katholische Kirche aus dem 14. Jahrhundert in Olesno in der polnischen Woiwodschaft Opole. Dort lebte eine Gemeinschaft von Augustiner-Chorherren.

## Geschichte
Der erste wahrscheinlich noch hölzerne Bau wurde 1226 vom Bischof von Breslau Wawrzyniec (Laurentius) geweiht. Sie wurde zunächst von einem Weltgeistlichen betreut. Herzog Władysław II. von Oppeln übertrug die Kirche an das Marienstift der Augustinerchorherren in Breslau. Diese übernahmen mit einer kleinen Gemeinschaft von Kanonikern auch die Seelsorge am Ort.
Die Chorherren ersuchten den Herzog um Unterstützung für den Bau einer der größeren Kirche. Der Steinbau im gotischen Stil wurde 1374 vollendet. Das Portal an der Südseite stammt noch aus dieser Zeit. Im selben Jahr wurden auch die Patronatsrechte über die Kirche an die Augustinerchorherren übertragen. Im Jahr 1395 wurde der Bau durch einen Brand beschädigt. Die Kirche erhielt in der zweiten Hälfte des 15. Jahrhunderts ihre erste Orgel. Der Bau wurde 1568 erneut durch einen Brand fast völlig zerstört. Der etwas veränderte Neubau dauerte bis 1578/79. Dazu trugen fromme Stiftungen von örtlichen Familien erheblich bei. Bei dem Neubau wurden auch zwei Krypten erbaut. Eine war der Bestattung der verstorbenen Chorherren vorbehalten. In der anderen wurden auch Mitglieder der Stifterfamilien bestattet. In der Nähe der Kirche entstand ein Friedhof. Nach einem kleineren Brand 1590 kam es 1624 wieder zu großen Schäden. Danach wurde der Kapellenanbau über den beiden Krypten nicht wieder aufgebaut. Bei eine Plünderung der Stadt durch Truppen Wallensteins 1620 wurde das Innere der Kirche in Mitleidenschaft gezogen.
Im Jahr 1642 wurde die Kirche erneut durch Brand schwer beschädigt. Es dauerte Jahre, bis die Kirche wieder aufgebaut wurde. Da die Stifterfamilie, die ihre Toten in einer der Krypten bestattet hatte, protestantisch geworden war, verlor sie das Recht, die Krypta zu nutzen. Dort wurden danach auch Augustiner bestattet. Aus zwei bronzenen Sarkophagen aus der Krypta wurden Glocken gegossen. Beide Krypten wurden miteinander verbunden und über der größeren eine Marienkapelle gebaut. Der Wiederaufbau der Kirche selbst verlief schleppend. Erst 1657 wurde das Gewölbe mit Stuckverzierungen fertiggestellt. Von einigen Familien wurden Altäre für die Innenausstattung gestiftet. 1663 wurde im Norden der Kirche eine Kapelle mit einer Krypta für die Stifterfamilien gebaut. Der neue Hauptaltar wurde 1668 vollendet und der Bau selbst 1678 abgeschlossen. Nach einem Visitationsbericht aus dem Jahr 1679 war die Kirche 26,5 Meter lang und 11 Meter breit. Es gab insgesamt sechs Altäre. In den Folgejahren kam ein weiterer hinzu. Hinzu kam eine geschnitzte und vergoldete Kanzel. Diese ist bis heute erhalten. Die Kirche hatte 1688 drei größere Glocken und eine kleine Glocke. Auch eine Orgel war vorhanden. Anstatt eines Taufbeckens aus Holz kam um 1700 eines aus Stein hinzu.
Im Jahr 1722 brannte die Kirche erneut vollständig nieder. Es blieben Teile des Mauerwerks und des Turmes stehen. Auch Teile der Innenausstattung wurden gerettet. Beim Wiederaufbau 1723 wurde ein etwa 63 m hoher Turm mit drei neuen Glocken und einer Turmuhr erbaut. Der damalige Bau blieb im Wesentlichen bis heute erhalten. Der Turm musste 1822 wegen Baumängeln abgetragen werden. Ein Neubau erfolgte 1856/57. Nach der Säkularisation blieb die Kirche bis zum Bau der Corpus-Christi-Kirche in den Jahren 1910/13 Pfarrkirche. Sie wird als Filialkirche aber weiter für Gottesdienste genutzt. In den Jahren 1896/87, 1953/54 und von 1997 bis 2002 wurde die Kirche renoviert.